# بادي بيمبليت
بادي بيمبليت (بالإنجليزية: Paddy Pimblett؛ مواليد 3 يناير 1995) هو مُقاتل فنون قتالية مختلطة إنجليزي يُنافس في فئة الوزن الخفيف في يو إف سي. أصبح بيمبليت محترفًا منذ عام 2012، وهو بطل سابق لوزن الريشة في قفص المحاربين. اعتبارًا من 15 أكتوبر 2024، احتل المركز 14 في تصنيفات يو إف سي للوزن الخفيف.

## نشأته
ولد بادي بيمبليت في 3 يناير 1995 ونشأ في هويتون، مرزيسايد. التحق بمدرسة سانت مارغريت ماري الابتدائية ومدرسة الكاردينال هينان الكاثوليكية الثانوية. متأثرًا بالقتال بين ريتش فرانكلين وفيتور بلفور في يو إف سي 103، بدأ التدريب في فنون القتال المختلطة في سن 15 عامًا، وانضم إلى نادي الجيل التالي من الفنون القتالية المختلطة وقرر. سيُنافس في هذه الرياضة من أجل لقمة العيش بعد فترة وجيزة.

## مسيرته في فنون القتال المختلطة

### مسيرته المبكرة
ظهر بيمبليت لأول مرة في عام 2012، عندما كان يبلغ من العمر 17 عامًا، محققًا رصيد 3–0 قبل التوقيع مع قفص المحاربين بعد عام. في عام 2016، فاز ببطولة قفص المحاربين لوزن الريشة، بفوزه على جوني فراشي في إيكو أرينا في ليفربول. ودافع عنه مرة واحدة ضد جوليان إيروسا، وفاز بقرار حكام بالإجماع مثير للجدل إلى حد كبير. في أبريل 2017، خسره بيمبليت أمام ناد ناريماني وانتقل إلى الوزن الخفيف. بعد الفوز، تحدى من أجل لقب بطولة قفص المحاربين للوزن الخفيف، وخسر بقرار الحكام بالإجماع أمام سورين باك. بعد فوزين آخرين في المنظمة، وقع بيمبليت عقدًا مع يو إف سي. كان بيمبليت قد رفض سابقًا عرضين من يو إف سي، وحصل على عروض مالية أفضل من قفص المحاربين.

### يو إف سي
ظهر بيمبليت لأول مرة في الترويج ضد لويجي فيندراميني في 4 سبتمبر 2021، في يو إف سي ليلة القتال 191. فاز بيمبليت بالنزال  عن طريق الضربة القاضية في الجولة الأولى. أكسبه هذا النزال مكافأة أداء الليلة. في أكتوبر 2021، وقع بيمبليت صفقة تأييد مع شركة بارزتول سبورتس بقيمة تزيد عن مليون دولار.
واجه بيمبليت رودريغو فارغاس في 19 مارس 2022 في يو إف سي ليلة القتال 204. فاز في القتال عن طريق الإخضاع في الجولة الأولى. وبهذا الفوز، حصل على مكافأة أداء الليلة للمرة الثانية على التوالي. كشف بادي لاحقًا أنه حصل على 12،000 دولار للأداء و 12،000 دولار للفوز.
واجه بيمبليت بعد ذلك جوردان ليفيت في 23 يوليو 2022 في حدث يو إف سي ليلة القتال: بلايدز ضد أسبينال. فاز بالقتال عن الإخضاع في الجولة الثانية. أكسبه هذا الفوز مكافأة أداء الليلة .
واجه بيمبليت جارد غوردون في 10 ديسمبر 2022 في يو إف سي 282. فاز بالنزال عن طريق قرار الحكام بالإجماع. قوبل القرار بالجدل، حيث عبرت العديد من وسائل الإعلام والمقاتلين والمشجعين عن اعتقادهم بأن جوردون قد فاز بالنزال. سجل ٢٣ مصدرًا إعلاميًا من أصل ٢٤ النزال لصالح جوردون.
واجه بيمبليت توني فيرغسون في 16 ديسمبر 2023 في يو إف سي 296. فاز بالقتال بقرار حكام بالإجماع.
واجه بيمبليت كينغ غرين في 27 يوليو 2024 في يو إف سي 304. فاز بالقتال بالإخضاع في الجولة الأولى. نال عن هذا النزال مكافأة أداء الليلة بقيمة 200،000 دولار.

## حياته الشخصية
تزوج بيمبليت من صديقته القديمة لورا غريغوري في 28 مايو 2023 في قلعة بيكفورتن في تشيشير. وفي نوفمبر من نفس العام، أعلن الزوجان أنهما ينتظران توأمان.
بيمبليت هو صديق مقرب لزميلته مُقاتلة الفنون القتالية المختلطة مولي ماكان.
يصف بيمبليت نفسه بأنه اشتراكي ومعارض لحزب المحافظين. وهو يدعم مقاطعة ليفربول الواسعة لصحيفة ذا صن.
وهو من مشجعي نادي ليفربول لكرة القدم وقد أعرب عن رغبته في القتال على ملعب الفريق في أنفيلد.
قال بيمبليت إن شعره المرن المميز وافتقاره إلى الوشم يسمح للأطفال بالتعرف عليه بطريقة لم يكن من الممكن لهم القيام بها لو كان «شخصًا قويًا كبيرًا لديه الكثير من الوشم».
في ديسمبر 2022، أطلق بيمبليت مشروب الترطيب الخاص به «وقود الجسم» (بالإنجليزية: Body Fuel)‏.

## البطولات والإنجازات
- يو إف سي
  - أداء الليلة (أربع مرات) ضد لويجي فيندراميني، رودريجو فارغاس، جوردان ليفيت، وكينغ غرين[25][29][33][47]
- بطولة القتال في قفص المحاربين
  - بطولة قفص المحاربين لوزن الريشة (مرة واحدة، سابقا)
    - دفاع واحد ناجح عن اللقب
- منافس الاتصال الكامل
  - بطولة إف سي سي لوزن الريشة (مرة واحدة، سابقا)
    - دفاع واحد ناجح عن اللقب
- جوائز فنون القتال المختلطة العالمية
  - أفضل مقاتل سطع نجمه في 2022[52]

## سجل فنون القتال المختلطة
| السجل المهني |        |         |
| 24 نزال      | 21 فوز | 3 خسارة |
| ضربة قاضية   | 6      | 0       |
| إخضاع        | 9      | 1       |
| قرار القضاة  | 6      | 2       |

| النتيجة | السجل | الخصم            | الطريقة                        | الحدث                                   | التاريخ        | الجولة | الوقت | المكان                              | الملاحظات                                               |
| ------- | ----- | ---------------- | ------------------------------ | --------------------------------------- | -------------- | ------ | ----- | ----------------------------------- | ------------------------------------------------------- |
| فاز     | 22–3  | كينغ غرين        | إخضاع فني (خنق المثلث)         | يو إف سي 304                            | 27 يوليو 2024  | 1      | 3:22  | مانشستر، إنجلترا                    | أداء الليلة.                                            |
| فاز     | 21–3  | توني فيرغسون     | قرار الحكام (بالإجماع)         | يو إف سي 296                            | 16 ديسمبر 2023 | 3      | 5:00  | لاس فيغاس، نيفادا، الولايات المتحدة |                                                         |
| فاز     | 20–3  | جارد غوردون      | قرار الحكام (بالإجماع)         | يو إف سي 282                            | 10 ديسمبر 2022 | 3      | 5:00  | لاس فيغاس، نيفادا، الولايات المتحدة |                                                         |
| فاز     | 19–3  | جوردان ليفيت     | إخضاع (خنق خلفي عاري)          | يو إف سي ليلة القتال: بلايدز ضد أسبينال | 23 يوليو 2022  | 2      | 2:46  | لندن، إنجلترا                       | أداء الليلة.                                            |
| فاز     | 18–3  | رودريجو فارغاس   | إخضاع (خنق خلفي عاري)          | يو إف سي ليلة القتال: فولكوف ضد أسبينال | 19 مارس 2022   | 1      | 3:50  | لندن، إنجلترا                       | أداء الليلة.                                            |
| فاز     | 17–3  | لويجي فيندراميني | ضربة قاضية (باللكمات)          | يو إف سي ليلة القتال: برونسون ضد تيل    | 4 سبتمبر 2021  | 1      | 4:25  | لاس فيغاس، نيفادا، الولايات المتحدة | أداء الليلة.                                            |
| فاز     | 16–3  | دافيد مارتينيز   | إخضاع (خنق خلفي عاري)          | قفص المحاربين 122                       | 20 مارس 2021   | 1      | 1:37  | لندن، إنجلترا                       |                                                         |
| فاز     | 15–3  | ديكي دالتون      | ضربة فنية قاضية (باللكمات)     | قفص المحاربين 113                       | 20 مارس 2020   | 1      | 2:51  | مانشستر، إنجلترا                    |                                                         |
| خسر     | 14–3  | سورين باك        | قرار الحكام (بالإجماع)         | قفص المحاربين 96                        | 1 سبتمبر 2018  | 5      | 5:00  | ليفربول، إنجلترا                    | على لقب بطولة قفص المحاربين للوزن الخفيف الشاغر.        |
| فاز     | 14–2  | أليكسيس سافيديس  | إخضاع (خنق المثلث الطائر)      | قفص المحاربين 90                        | 24 فبراير 2018 | 2      | 0:53  | ليفربول، إنجلترا                    | الظهور الأول في الوزن الخفيف.                           |
| خسر     | 13–2  | ناد ناريماني     | قرار الحكام (بالإجماع)         | قفص المحاربين 82                        | 1 أبريل 2017   | 5      | 5:00  | ليفربول، إنجلترا                    | خسر لقب بطولة قفص المحاربين لوزن الريشة.                |
| فاز     | 13–1  | جوليان إيروسا    | قرار الحكام (بالإجماع)         | قفص المحاربين: غير متصل 1               | 12 نوفمبر 2016 | 5      | 5:00  | لندن، إنجلترا                       | دافع عن لقب بطولة قفص المحاربين لوزن الريشة.            |
| فاز     | 12–1  | جوني فراشي       | ضربة فنية قاضية (باللكمات)     | قفص المحاربين 78                        | 10 سبتمبر 2016 | 1      | 1:35  | ليفربول، إنجلترا                    | فاز بلقب بطولة قفص المحاربين لوزن الريشة الشاغر.        |
| فاز     | 11–1  | تيدي فيوليت      | إخضاع (خنق خلفي عاري)          | قفص المحاربين 77                        | 8 يوليو 2016   | 2      | 2:28  | لندن، إنجلترا                       | نزال في وزن غير محدد (152 رطلاً).                        |
| فاز     | 10–1  | أشلي جريمشو      | قرار الحكام (بالإجماع)         | قفص المحاربين 75                        | 15 أبريل 2016  | 3      | 5:00  | لندن، إنجلترا                       |                                                         |
| فاز     | 9–1   | ميغيل هارو       | إخضاع (خنق خلفي عاري)          | منافس الاتصال الكامل 13                 | 20 يونيو 2015  | 1      | 4:46  | مانشستر، إنجلترا                    | دافع عن لقب بطولة منافس الاتصال الكامل لوزن الريشة.     |
| فاز     | 8–1   | كيفن بيتشي       | إخضاع (خنق خلفي عاري)          | منافس الاتصال الكامل 12                 | 28 مارس 2015   | 2      | 1:56  | مانشستر، إنجلترا                    | فاز بلقب بطولة منافس الاتصال الكامل لوزن الريشة الشاغر. |
| فاز     | 7–1   | ستيفن مارتن      | ضربة فنية قاضية (إيقاف الطبيب) | قفص المحاربين 73                        | 1 نوفمبر 2014  | 1      | 5:00  | نيوكاسل، إنجلترا                    | الظهور الأول في وزن الريشة.                             |
| فاز     | 6–1   | كونراد هايز      | إخضاع (مثلث شريط الذراع)       | قفص المحاربين 68                        | 3 مايو 2014    | 1      | 3:17  | ليفربول، إنجلترا                    | نزال وزن غير محدد (141.7 رطلاً)؛ أخفق بيمبليت بالوزن.    |
| فاز     | 5–1   | مارتن شيريدان    | قرار الحكام (بالإجماع)         | قفص المحاربين 65                        | 1 مارس 2014    | 3      | 5:00  | دبلن, أيرلندا                       | نزال في وزن غير محدد (136.8 رطلاً)؛ أخفق بيمبليت بالوزن. |
| خسر     | 4–1   | كاميرون إلس      | إخضاع فني (خنق أناكوندا)       | قفص المحاربين 60                        | 5 أكتوبر 2013  | 1      | 0:35  | لندن، إنجلترا                       |                                                         |
| فاز     | 4–0   | فلوريان كالين    | قرار الحكام (بالإجماع)         | قفص المحاربين 56                        | 6 يوليو 2013   | 3      | 5:00  | لندن، إنجلترا                       |                                                         |
| فاز     | 3–0   | جاك درابل        | ضربة فنية قاضية (باللكمات)     | أو إم إم إيه سي 17                      | 1 يونيو 2013   | 1      | 0:21  | لندن، إنجلترا                       |                                                         |
| فاز     | 2–0   | دوجي سكوت        | إخضاع (خنق المثلث الطائر)      | منافس القفص: قتال النجوم                | 1 ديسمبر 2012  | 1      | 2:09  | ليفربول، إنجلترا                    |                                                         |
| فاز     | 1–0   | ناثان طومسون     | ضربة فنية قاضية (خضوع للضربات) | أو إم إم إيه سي 15                      | 16 أكتوبر 2012 | 1      | 1:51  | ليفربول، إنجلترا                    | أول ظهور في وزن الديك.                                  |

## وصلات خارجية
- بادي بيمبليت على موقع يو إف سي (الإنجليزية)
- بادي بيمبليت على موقع شيردوغ (الإنجليزية)
- بادي بيمبليت على موقع Tapology.com (الإنجليزية)
- بادي بيمبليت على موقع فايت ماتريكس (الإنجليزية)